# George Martin (calciatore)
George Scott Martin (Bothwell, 14 luglio 1899 – Luton, 11 dicembre 1972) è stato un calciatore e allenatore di calcio scozzese, di ruolo attaccante.

## Carriera

### Club
Ha iniziato la sua carriera calcistica direttamente in patria tra le file dell'Hamilton Academical con la quale ha militato tra il 1920 e il 1922. In seguito, è passato in prestito al Bo'ness United, dove ha messo a segno 19 reti in 20 presenze di campionato. Terminato il prestito, viene acquistato dall'Hull City, approdando per la prima volta in Inghilterra. Con le Tigers totalizzerà 218 presenze totali mettendo a referto 58 reti.
Nella stagione 1927-1928, viene ufficialmente ingaggiato dall'Everton, totalizzando dieci presenze nella stagione in cui vinse il campionato di Championship. 
Ha lasciato la squadra nel 1932 per potersi unire per un breve periodo al Middlesbrough. In questa esperienza, però, non riuscirà mai a scendere in campo e così si trasferì al Luton Town nel 1933. Annuncerà l'addio al calcio giocato dopo aver totalizzato con il club 105 presenze e messo a segno 27 reti.

### Allenatore
Il 4 dicembre 1944 divenne ufficialmente il nuovo tecnico del Luton Town. Dopo aver guidato la squadra nella prima stagione del dopoguerra, nel maggio 1947 venne nominato nuovo allenatore del Newcastle United, venendo inizialmente criticato dalla tifoseria a causa della sua decisione di vendere il gioiellino dei Magpies Len Shackleton al Sunderland per un equivalente di £ 13.000. Tuttavia, questa proteste si appacificarono subito dato che Martin riuscì sotto la sua gestione a conquistare la promozione, grazie anche all'acquisto di nuovi giocatori come Jackie Milburn.
Si dimise nel 1950 dopo esser riuscito a far piazzare il Newcastle tra le prime 6 squadre della classifica in First Division, per poter subentrare sulla panchina dell'Aston Villa. Rimarrà sulla panchina del club per tre anni prima di lasciare il posto a Eric Houghton. Successivamente ritornerà al Luton Town nel 1965, prima di lasciare il club esattamente un anno dopo la firma.

## Palmarès

### Club

#### Competizioni nazionali
- Campionato inglese: 1

Everton: 1931-1932
- FA Charity Shield: 1

Everton: 1928
- Campionato inglese di seconda divisione: 1

Everton: 1930-1931